# Медина (квартал)

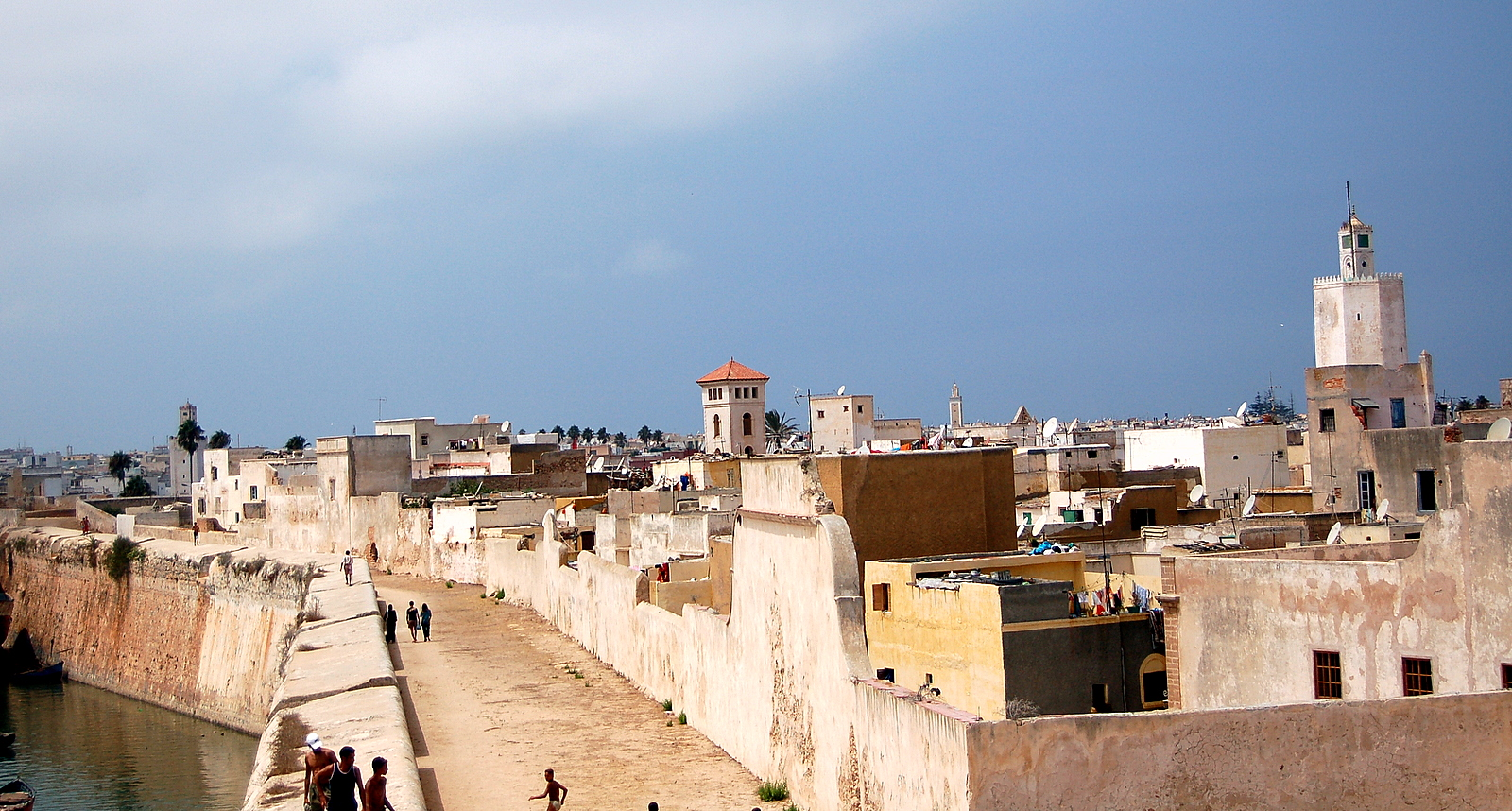
Медина в городе Эль-Джадида, Марокко

Медина (араб. المدينة العتيقة‎) в странах Магриба и Северной Африки вообще — старая часть города, построенная во времена арабского владычества в IX веке. Слово «медина» (аль-мадинат) в современном арабском языке означает просто «город».

## Описание

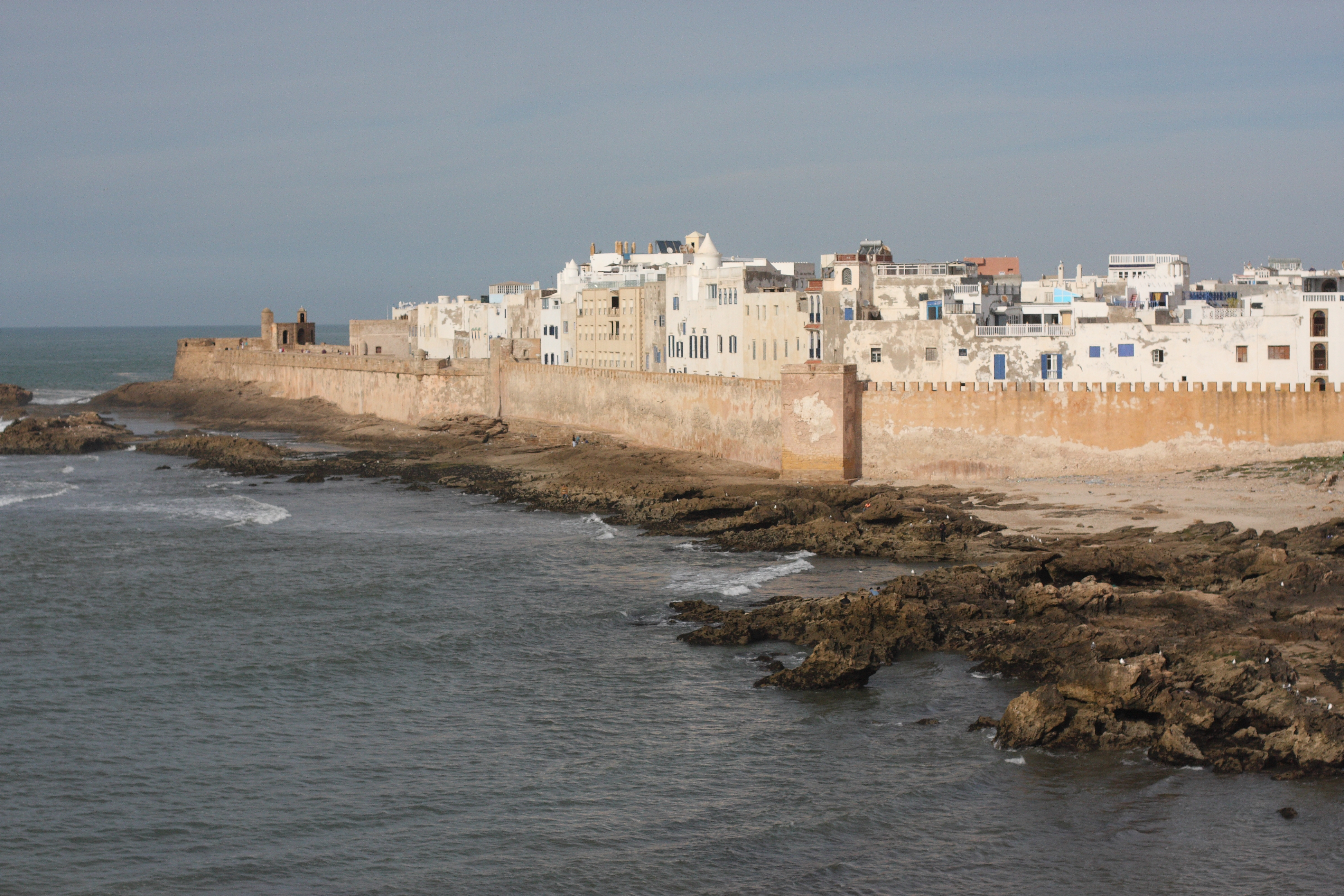
Медина Эс-Сувейры, Марокко

Как правило, медина окружена стеной. Обычно внутри медины довольно узкие улицы (иногда менее метра шириной), которые составляют настоящие лабиринты. В связи с этим автомобильное движение в мединах невозможно, а иногда затруднено и движение двухколёсного транспорта. Узость и запутанность улиц служила дополнительной помехой на пути возможных захватчиков города.
В многих мединах сохранились древние фонтаны, дворцы и мечети, которые сохраняются в связи с их культурным значением и в качестве туристических достопримечательностей.
В Алжире старый мусульманский квартал обычно называют «Касба» («цитадель» по-арабски).

## Известные медины

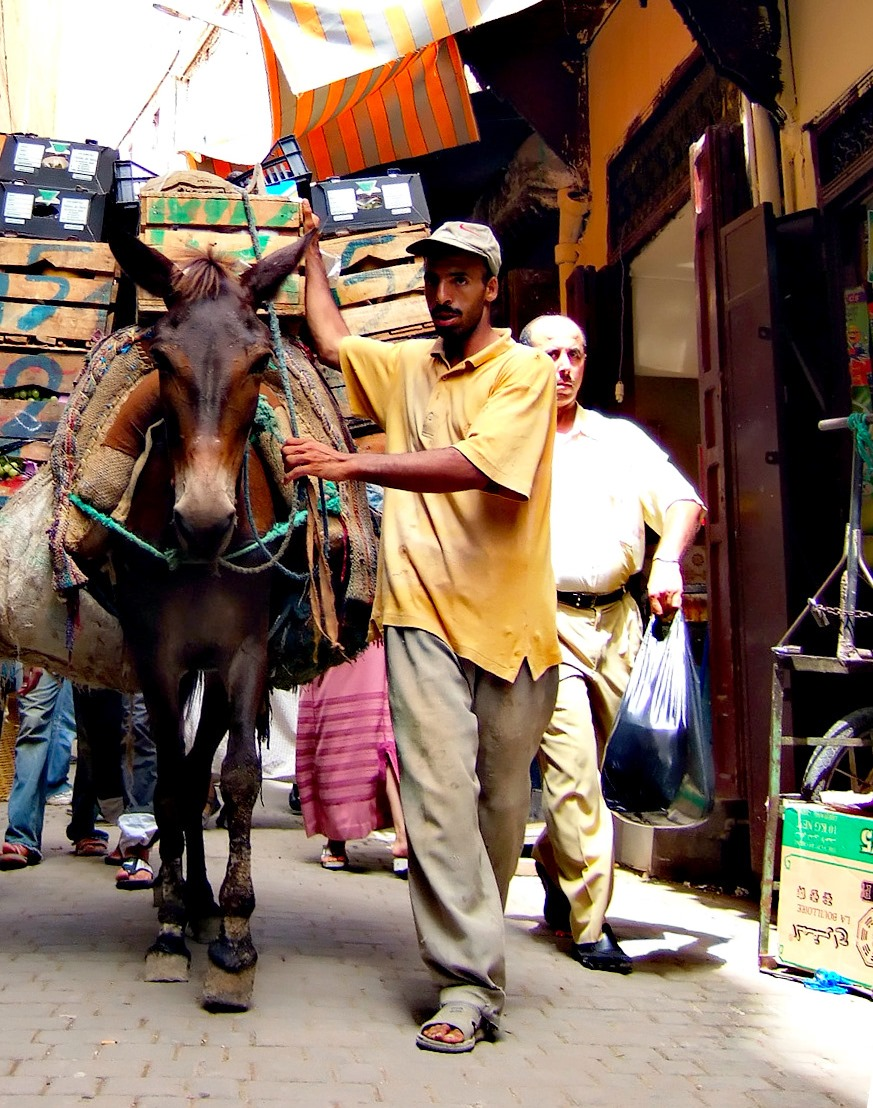
Уличное движение в медине города Фес, Марокко

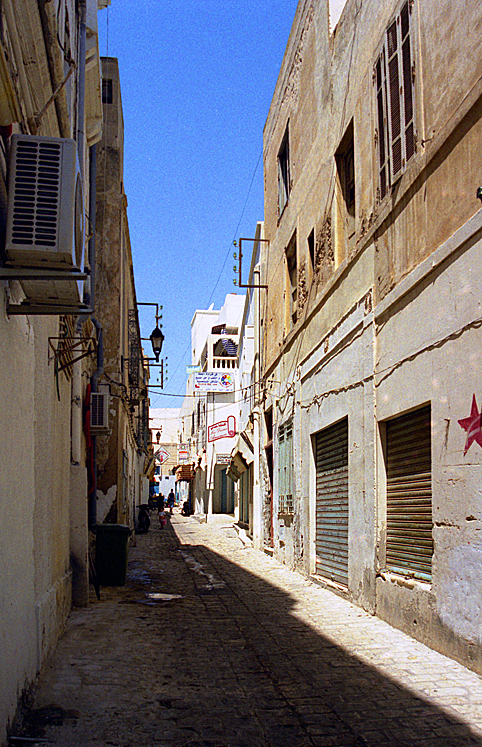
Типичная улица в медине города Сус, Тунис

### В городах Алжира
- Медина Алжира
- Медина Беджаи
- Медина Константины

### В городахМарокко
- Касабланка
- Фес — крупнейшая медина в мире.
- Эс-Сувейра
- Марракеш
- Мекнес
- Рабат
- Танжер
- Эль-Джадида

### В городахТуниса
- Медина Бизерты
- Медина Кайруана
- Медина Махдии
- Медина Монастира
- Медина Набули
- Медина Суса
- Медина Сфакса
- Медина Таузара
- Медина Туниса
- Медина Хаммамета
- Медина Хумт-Сука
- Медина Эль-Кефа

### В других странах
- Триполи (Ливия)
- Дакар (Сенегал)

## Аналогичные типы поселений
- Шахристан — в Средней Азии
- Посад — на Руси